# Ed Gardner
Francis Edward Gardner (* 29. Juni 1901 in Astoria, New York; † 17. August 1963 in Los Angeles) war ein US-amerikanischer Schauspieler und Drehbuchautor.

## Leben
Bevor er seine Karriere im Showgeschäft in den frühen 1930er Jahren begann, arbeitete Francis Gardner für die Werbeagentur J. Walter Thompson. Für seine Verdienste wurde er gleich zweimal auf dem Hollywood Walk of Fame verewigt.
Gardner starb im Alter von 62 an einer Lebererkrankung im Good Samaritan Hospital in Los Angeles und wurde in der Kapelle Pines 1m Hollywood Forever Cemetery begraben.

## Filmografie (Auswahl)
- 1955:Annie Oakley (Drehbuch, 1955)
- 1955–1956: Zwei Folgen in Toast of the Town
- 1960–1961: Zwei Folgen in Alfred Hitchcock präsentiert

Ab 1954 spielte der Schauspieler in 38 Folgen der TV-Serie Duffy's Tavern die Hauptrolle des Archie.